# Giuseppe Marotti
Giuseppe Marotti (Rijeka?, ? – Rijeka, 1786.) bio je barun, riječki općinski vijećnik i donator građe za Bibliotecu Civicu.
Potomak je obitelji podrijetlom iz Kastva, koja se u Rijeci spominje od kraja XVII. stoljeća, a 1707. proglašeni su plemićima austrijskih nasljednih zemalja. Godine 1770. Giuseppe Marotti proglašen je barunom, naslijedivši veliko bogatstvo svoga djeda po majci Giuseppea Minolija. Oko 1780. na Trgu Fiumara (Scarpa) u Rijeci podigao je veliku obiteljsku kuću, koja kasnije postaje vlasništvo Aleksija i Teodora Vukovića.
Prema riječkom povjesničaru Giovanniju Kobleru, 4. veljače 1779. barun Marotti nudi gradu Rijeci donaciju svoje privatne knjižnice s katalogom. Kapetansko vijeće 23. prosinca donaciju prihvaća, a 1780. godine gradu je barun Marotti i službeno darovao izuzetno vrijednu obiteljsku knjižnicu od 1382 sveska. Te knjige imaju ekslibris s grbom obitelji i natpisom Nil sine Deo. Georg. Xav. de Marotti. Equs. peten. Praep. Rudolpasi 1731.
Giorgio Francesco Marotti, čiji se ekslibris nalazi na knjigama, bio je prastric Giuseppea Marottija, isusovac i učitelj sina cara Karla VI., a od 1714. biskup u Pedeni. Umro je u Rijeci 1740. godine. Biblioteku Francesca Marottija službeno su preuzeli kanonik Peri, ravnatelj riječke Akademije, i riječki patricij Michele Antonio de Zanchi, i pridružili je već prije darovanim knjigama Giulija de Benzonija. Te su knjige dio Bibliotece Civice, Zbirke stare i vrijedne građe Sveučilišne knjižnice Rijeka.
U Starom gradu u Rijeci nekada je postojao mali trg koji je nosio ime Giuseppea Marottija. 